# Vinicius Machado
Vinicius Zorin-Machado (Río de Janeiro, 12 de julio de 1982) es un actor y productor brasileño, famoso por interpretar el papel de Faymen Forchin en la serie estadounidense de Nickelodeon Manual de Supervivencia Escolar de Ned. También ha recibido un premio humanitario por su trabajo filantrópico.

## Filmografía
| Películas  | Películas                                | Películas            | Películas     |
| Año        | Película                                 | Papel                | Notas         |
| ---------- | ---------------------------------------- | -------------------- | ------------- |
| 2005       | Confessions of a Thug                    | Hector               |               |
| 2005       | Barney: The Land of Make Belive          | Guard #2             |               |
| 2005       | The Essence of Irwin                     | Neal                 |               |
| 2005       | Grub                                     | Clown                |               |
| 2006       | The Celestine Prophecy                   | Conquistador Español | Desacreditado |
| 2007       | Real Premonition                         | Joey's Cousin        |               |
| 2008       | Get Smart                                | Valet #2             | Desacreditado |
| 2009       | Fast Glass                               | Carlos - Headguard   |               |
| 2018       | I Married Black                          | Oficial Brunson      |               |
| 2019       | Mollywood                                | Zach                 |               |
| Televisión |                                          |                      |               |
| Año        | Título                                   | Papel                | Notas         |
| 2004       | Sekai Gyoten News                        | Oficial de Policía   | (1 episodio)  |
| 2006       | Sleeper Cell: American Terror            | Falco                | (1 episodio)  |
| 2006       | Lincoln Heights                          | One Trey             | (2 episodios) |
| 2006-2007  | Ned's Declassified School Survival Guide | Faymen Forchin       | (9 episodios) |
| 2007       | The Shield                               | Rincón               | (1 episodio)  |
| 2007       | Cold Case                                | Carlos García        | (1 episodio)  |
| 2007       | General Hospital: Night Shift            | Jimmy - gang banger  | (1 episodio)  |
| 2009       | FlashForward                             | Emil                 | (1 episodio)  |
| 2012       | NCIS                                     | Sam Mathis           | (1 episodio)  |
| 2014       | Power                                    | Nomar Arcielo        | (8 episodios) |
| 2015       | True Detective                           | Tony Chessani        | (4 episodios) |
| 2015       | Mismanagement                            | Eric                 | (1 episodio)  |
| 2020       | Brian C. Schilling's STUCK               | Rico                 | (8 episodios) |